# 石家庄市图书馆
石家庄市图书馆是中华人民共和国河北省石家庄市的公立图书馆。成立于1958年7月1日，是中国国家一级图书馆、全国古籍重点保护单位。目前有两个馆区，老馆位于长安区建设北大街18号，新馆位于正定县隆兴路与安居街交叉口西南角。隶属于石家庄市文化部门，主要为市民提供图书借阅和文化服务。

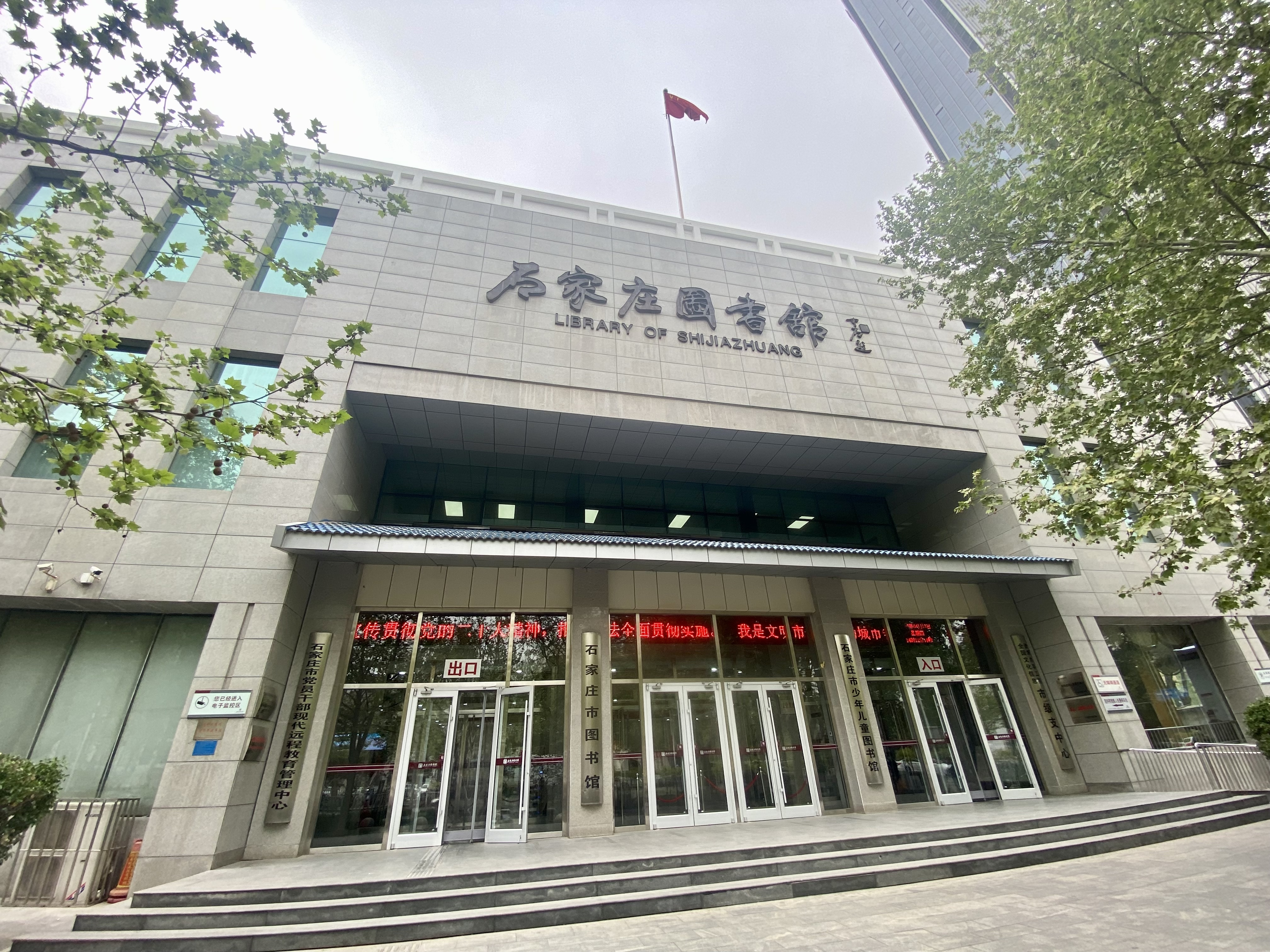
旧馆